# Leofa kumasumba
Leofa kumasumba är en insektsart som beskrevs av James Norman Zahniser 2008. Leofa kumasumba ingår i släktet Leofa och familjen dvärgstritar. Inga underarter finns listade i Catalogue of Life.